# Chelsea Lately
Chelsea Lately é um talk show norte-americano, apresentado, por Chelsea Handler, desde 2007 no E!. Nos Estados Unidos o show é exibido de segunda a sexta, no Brasil o canal E! exibe dois episódios por semana todas as sextas-feiras.
O show começa com uma rápida apresentação de comédia de Chelsea, em seguida é apresentada uma mesa redonda formada pela própria apresentadora mais três outro convidados, geralmente comediantes, e no fim Chelsea recebe um convidado para uma rápida entrevista.

## Awards
| Ano  | Resultado | Prêmio                 | Categoria                   |
| ---- | --------- | ---------------------- | --------------------------- |
| 2009 | Ganhador  | Teen Choice Award      | Choice Late-Night Talk Show |
| 2010 | Indicado  | People's Choice Awards | TV Talk Show                |